# Reborn panenka

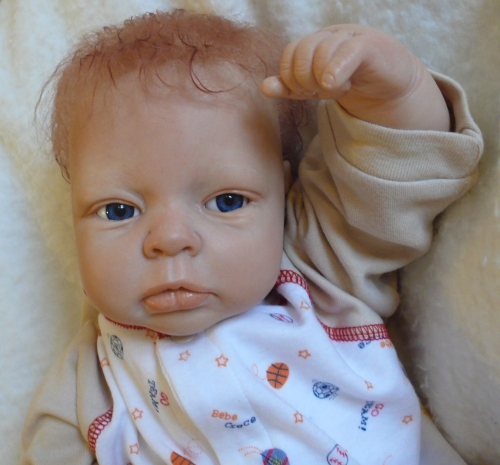
Reborn panenka

Reborn panenka  (také realistická panenka) je ručně vyrobená umělecká panenka vytvořená tak, aby co nejrealističtěji připomínala lidského kojence. Proces vytváření reborn panenky se nazývá reborning a umělci panenek jsou označováni jako reborners. 
Vytváření reborn panenek začalo na počátku 90. let 20. století, kdy milovníci panenek chtěli co možná nejrealističtější panenky. Od té doby se objevuje průmysl a komunita kolem reborn panenek. Reborn panenky se primárně nakupují online, ale mohou být k dispozici na veletrzích. V závislosti na jejich provedení se jejich cena pohybuje od stovek až po tisíce dolarů. 